# タイラー・ファーラー
タイラー・ファーラー（Tyler Farrar、1984年6月2日 - ）は、アメリカ合衆国・ワシントン州ワナッチー出身の自転車競技（ロードレース）選手。

## 経歴
2003年にプロ転向。
2006年にコフィディスに移籍
- シルキュイ・ド・ラ・サルトで落車。鎖骨骨折の影響を受け、残りのシーズンを棒に振った。

2008年、ガーミン・スリップストリーム（現 ガーミン・シャープ）に移籍。
2009年
- ティレーノ〜アドリアティコ第3ステージにおいて、2位のマーク・カヴェンディッシュらを下し区間優勝。
- ジロ・デ・イタリアに初出場し、第3ステージ終了後に新人賞部門で首位に立った。
- ツール・ド・フランス初出場。
- デルタ・ツアー・ゼーラント総合優勝。
- 8月16日に行われたヴァッテンフォール・サイクラシックスでは、マティ・ブレシェル（2位）らとのスプリント争いを制し、初のビッグタイトルを手中にした。
- ブエルタ・ア・エスパーニャ第11ステージを制し、待望のグランツール初勝利を挙げた。

2010年
- スヘルデプライス優勝。
- ジロ・デ・イタリア第2、10ステージ勝利。
- デルタ・ツアー・ゼーラント総合連覇
- ヴァッテンフォール・サイクラシックスでも連覇を達成。
- GP西フランス・プルエー2位。
- ブエルタ・ア・エスパーニャ第5、21ステージ勝利。ポイント賞部門2位。
- ロンド・ファン・フラーンデレン5位。

2011年
- チャレンジ・ブエルタ・ア・マリョルカ
  - トロフェオ・パルマ・デ・マヨルカ 優勝
  - トロフェオ・カラ・ミリョル 優勝
- ティレーノ〜アドリアティコ 区間1勝(第2)
- ヘント〜ウェヴェルヘム 3位
- ツール・ド・フランス 区間1勝(第3)
- 世界選手権・個人ロードレース 10位

2012年
- ツアー・オブ・カタール 総合2位
- スヘルデプライス 2位

2017年、同年限りでの引退を表明。

## タイプ
スプリンター型の選手。2009年に出場したジロ、ツール、ブエルタでは、マーク・カヴェンディッシュ、アレッサンドロ・ペタッキ、アンドレ・グライペルらの一線級スプリンターと互角の勝負を演じ、ブエルタにおいてグランツール初勝利を挙げた。さらに2011年には念願のツール・ド・フランス初勝利を挙げ、親友であり、同年のジロ・デ・イタリアで亡くなったワウテル・ウェイラントにこの勝利をささげた。
また、フランドルのクラシックをこよなく愛しており、石畳系のクラシックにも強く、パリ～ルーベやツール・デ・フランドルではよく逃げて、ヘント～ウェベルヘムやスヘルデブライスでは自らがエースとして上位に食い込んでいる。